# Йоханес фон Щолберг-Вернигероде
Йоханес фон Щолберг-Вернигероде (на немски: Johannes Graf zu Stolberg-Wernigerode; * 6 февруари 1811 в Нойдорф, Пруднишки окръг, Полша; † 20 юли 1862 в Алтенхаген, Мекленбург-Предна Померания) от фамилията Щолберг е граф на Щолберг-Вернигероде.
Той е по-малък син (шесто дете от тринадесет деца) на граф Фердинанд фон Щолберг-Вернигероде-Петерсвалдау (1775 – 1854) и съпругата му Мария Агнес Каролина фон Щолберг-Щолберг (1785 – 1848), дъщеря на граф Фридрих Леополд фон Щолберг-Щолберг (1750 – 1819) и Хенриета Елеонора Агнес фон Витцлебен (1762 – 1788).
Братята му са Фридрих фон Щолберг-Вернигероде (1804 – 1865) и Гюнтер фон Щолберг-Вернигероде (1816 – 1888).
Йоханес фон Щолберг-Вернигероде фон Щолберг-Вернигероде умира бездетен на 51 години на 20 юли 1862 г. в Алтенхаген, Мекленбург-Предна Померания.

## Фамилия
Йоханес фон Щолберг-Вернигероде се жени на 21 юни 1856 г. в Шлемин за Емма Каролина Хенриета фон Тун (* 10 юни 1824, Берлин; † 18 май 1900, Алтенхаген), дъщеря на генерал-лейтенант и дипломат Вилхелм Улрих фон Тун (1784 – 1862) и Матилда фон Зенден (1802 – 1854). Бракът е бездетен.
Вдовицата му Емма Каролина Хенриета фон Тун се омъжва втори път 1865 г. за граф Ото фон Золмс-Рьоделхайм-Асенхайм (1829 – 1904).